# Windows NT
Windows NT is de verzamelnaam voor de 32- en 64-bitsvarianten van het Windows-, Windows Server- en Xbox-besturingssysteem van Microsoft. De letters NT staan voor "New Technology", omdat het besturingssysteem in tegenstelling tot de eerdere Windows versies niet op MS-DOS gebaseerd is.
In eerste instantie was het vooral bedoeld voor professioneel gebruik, pas met Windows XP is de 'professionele' lijn ook voor thuisgebruik bedoeld.

## Benaming
De eerste benaming voor Windows NT zou gegeven zijn door Dave Cutler die de initialen "WNT" gebruikte als een variant op VMS. Het project was echter gebaseerd op de codebase van OS/2 en dus werd er vaak naar verwezen met de benaming "NT OS/2" voordat het werd vernoemd naar Windows. Een van de eerste NT-ontwikkelaars, Mark Lucovsky, zei dat de naam afkomstig was van de Intel i860-processor, waarop het systeem oorspronkelijk was gericht. Deze droeg codenaam N10 ("N-Ten"). Verschillende documenten die later door Microsoft werden vrijgegeven, zoals een vraag-en-antwoordsessie met Bill Gates, opperde dat NT staat voor "New Technology" (Nieuwe Technologie), wat bedoeld was als marketingterm en geen achterliggende technische betekenis had.
Microsoft is sinds Windows 2000 gestopt met het vernoemen van Windowsversies naar hun NT-versienummer maar vermeldt wel "Built on NT technology ("Ontwikkeld op NT-technologie"). In latere versies is het Windowsnummer niet gelijk aan het NT-nummer, hoewel dit wel gedaan is bij Windows 10 (NT 10.0).

## Geschiedenis
Toen Microsoft stopte met de ontwikkeling aan OS/2, dat een besturingssysteem was van IBM in samenwerking met Microsoft, was al wel een deel van de code van de nieuwe OS/2 (versie 3) geschreven. Microsoft en IBM waren aanvankelijk overeengekomen dat IBM OS/2 2.0 zou ontwikkelen, terwijl Microsoft OS/2 3.0 zou ontwikkelen. Deze code heeft Microsoft gebruikt voor een totaal nieuw besturingssysteem dat in 1993 uitkwam: Windows NT. De eerste uitgave van Windows NT was 3.1. In plaats van met 1.0 te beginnen, koos Microsoft ervoor hetzelfde versienummer te gebruiken als de gelijktijdige Windows 3.1. Bovendien was ook de GUI gelijk aan die van Windows 3.x. De volgende versie, Windows NT 3.5, kwam in 1994 uit en een jaar later volgde versie 3.51.
In 1996 werd Windows NT 4.0 op de markt gebracht, waarvan de GUI hetzelfde was als die van Windows 95. In de jaren die volgden werden geen nieuwe versies van Windows NT uitgebracht, maar wel een aantal updates, de zogeheten 'Service Packs'. In 2000 kwam Windows 2000 uit, eigenlijk Windows NT 5.0. Deze versie wordt ook wel beschouwd als de eerste echt stabiele Windows. In 2001 verscheen Windows NT 5.1, beter bekend als Windows XP (eXPerience). Met Windows XP verscheen de eerste versie van Windows NT die ook voor thuisgebruik bedoeld was. In 2003 volgde Windows Server 2003, alias Windows NT 5.2. Deze versie is eigenlijk de servereditie van Windows XP, die in tegenstelling tot eerdere versies van Windows NT geen server had met gelijke naam. In 2006 bracht men Windows FLP uit. Het is een beperkte uitgave die alleen in Amerika werd verkocht.
In 2007 kwam Windows NT 6.0 uit. De uiteindelijke naam van deze Windows NT was Windows Vista. Windows Vista was al sinds eind 2006 beschikbaar via een volumelicentie. Op 22 oktober 2009 bracht Microsoft Windows 7 uit. Deze versie van Windows borduurde voort op zijn voorganger en bracht diverse verbeteringen. Op 26 oktober 2012 kwam Windows 8 uit, waarmee een geheel nieuwe interface (Modern UI) werd geïntroduceerd. Windows kon voortaan ook op ARM-apparaten (waaronder de Microsoft Surface) draaien. Windows 8.1, een update voor Windows 8, kwam uit in 2013.
Een uitgebreider overzicht van de Windows NT-versies en -eigenschappen staat onder het artikel Microsoft Windows.
| Versie             | Marketingnaam                       | Edities | Vrijgegeven datum                                       | Builds                           |
| ------------------ | ----------------------------------- | --- | ------------------------------------------------------- | -------------------------------- |
| NT 3.1 Pre-Release | NT OS/2                             | (Pre-Release & Beta software + SDK) | oktober 1991                                            | ?                                |
| NT 3.1             | Windows NT 3.1                      | Workstation (wordt gewoon Windows NT genoemd), Advanced Server | 27 juli 1993                                            | 528                              |
| NT 3.5             | Windows NT 3.5 (Windows 3.5)        | Workstation, Server | 21 september 1994                                       | 807                              |
| NT 3.51            | Windows NT 3.51 (Windows 3.51)      | Workstation, Server | 30 mei 1995                                             | 1057                             |
| NT 4.0             | Windows NT 4.0                      | Workstation, Server, Server Enterprise Edition, Terminal Server, Embedded                                                                                          | 29 juli 1996                                            | 1381                             |
| NT 5.0             | Windows 2000                        | Professional, Server Family, Server, Advanced Server, Datacenter Server, Advanced/Datacenter Server Limited Edition, 64-bit Edition                                | 17 februari 2000                                        | 2195                             |
| NT 5.1             | Windows XP                          | Home, Professional, 64-bit Edition (Itanium), Media Center (original, 2003, 2004 en 2005), Tablet PC (original en 2005), Starter, Embedded, Home N, Professional N | 25 oktober 2001                                         | 2600                             |
| NT 5.1             | Windows Fundamentals for Legacy PCs | N/A | 8 juli 2006                                             | 2600                             |
| NT 5.2             | Windows XP                          | 64-bit Edition Version 2003 (Itanium) | 28 maart 2003                                           | 3790                             |
| NT 5.2             | Windows Server 2003                 | Standard, Enterprise, Datacenter, Web, Storage, Small Business Server, Compute Cluster                                                                             | 24 april 2003                                           | 3790                             |
| NT 5.2             | Windows XP                          | Professional x64 Edition | 25 april 2005                                           | 3790                             |
| NT 5.2             | Windows Server 2003 R2              | Standard, Enterprise, Datacenter, Web, Storage, Small Business Server, Compute Cluster                                                                             | 6 december 2005                                         | 3790                             |
| NT 5.2             | Windows Home Server                 | N/A | 16 juli 2007                                            | 3790                             |
| NT 6.0             | Windows Vista                       | Starter, Home Basic, Home Premium, Business, Enterprise, Ultimate, Home Basic N, Business N                                                                        | Zakelijk: 30 november 2006 Particulier: 30 januari 2007 | 6000 (RTM) 6001 (SP1) 6002 (SP2) |
| NT 6.0             | Windows Server 2008                 | Standard, Enterprise, Datacenter, Web, Storage, Small Business Server                                                                                              | 27 februari 2008                                        | 6001 (RTM) 6002 (SP2)            |
| NT 6.1             | Windows 7                           | Starter, Home Basic, Home Premium, Professional, Enterprise, Ultimate                                                                                              | 22 oktober 2009                                         | 7600 (RTM) 7601 (SP1)            |
| NT 6.1             | Windows Server 2008 R2              | Standard, Enterprise, Datacenter, Web, Storage | 13 juli 2009                                            | 7600 (RTM) 7601 (SP1)            |
| NT 6.2             | Windows 8                           | Windows 8, Pro, Enterprise, RT | 26 oktober 2012                                         | 9200                             |
| NT 6.2             | Windows Server 2012                 | Standard, Foundation, Datacenter, Essentials | 4 september 2012                                        | 9200                             |
| NT 6.2             | Windows Phone 8                     | | 29 oktober 2013                                         | 10532                            |
| NT 6.2             | Xbox OS                             | Xbox One | 22 november 2013                                        | 11393                            |
| NT 6.3             | Windows 8.1                         | Windows 8.1, Pro, Enterprise, RT 8.1 | 17 oktober 2013                                         | 9600                             |
| NT 6.3             | Windows Server 2012 R2              | Standard, Foundation, Datacenter, Essentials | 17 oktober 2013                                         | 9600                             |
| NT 6.3             | Windows Phone 8.1                   | | 8 april 2014                                            | 14141                            |
| NT 10.0            | Windows 10                          | Home, Pro, Enterprise, Education, Mobile, Mobile Enterprise | 29 juli 2015                                            | 10240 10586                      |
| NT 10.0            | Windows Server 2016                 | Standard, Datacenter, Essentials, Hyper-V |                                                         |                                  |
| NT 10.0            | Xbox OS                             | Xbox One |                                                         |                                  |
| NT 10.0            | Windows 10 Mobile                   | | 18 november 2015                                        | 10586                            |
| NT 10.0            | Windows 11                          | Home, Pro, Education, Enterprise, Pro Education, Pro for Workstations, Mixed Reality                                                                               | 5 oktober 2021                                          |                                  |

## Architectuur

Het ontwerp van Windows NT

Toen Windows NT werd ontworpen, werd gekeken naar bepaalde punten die Microsoft toen nog niet bereikt had, zoals overdraagbaarheid en stabiliteit. Zo werd Windows NT uitgerust met drie subsystemen (Win32, OS/2, POSIX) met de mogelijkheid om programma's uit OS/2, Xenix en MS-DOS te draaien. Voor overdraagbaarheid werd de kernel geschreven in C. Ook werd goed nagedacht over moderne I/O-technologie en Virtual-Memory-mogelijkheden.
Met NT werd ook een nieuw bestandssysteem NTFS geïntroduceerd als vervanger van het FAT-systeem dat tot dan toe in Windows gebruikt werd. Dit bestandssysteem is gebaseerd op OS/2 van IBM.
Rond Windows Vista (NT 6.0) werden veranderingen aangebracht zoals een nieuw drivermodel (WDDM) en 64bit-ondersteuning voor kernel en runtime. Met Windows 8 werd een nieuwe API geschreven, genaamd WinRT.

## Trivia
- Een aantal ontwikkelaars van het eerste uur was afkomstig van het team dat voor Digital Equipment Corporation aan hun VMS-besturingssysteem had gewerkt. Sommige aspecten van VMS zijn in Windows NT nog enigszins te herkennen. Er werd dan ook gegrapt dat de afkorting WNT per letter net één verder in het alfabet stond dan VMS.